# Махнёва, Ольга Александровна
Ольга Александровна Махнёва (-Чернец) (9 мая 1933, Витебск — 18 сентября 2017, Симферополь) — советский археолог, сотрудник отдела античной и средневековой археологии Института археологии АН УССР, специалист в области изучения истории Северного Причерноморья. Круг научных интересов — проблемы раннего железного века и средневековой археологии Крыма. Под опекой Ольги Александровны получили полевую закалку крымские археологи С. Г. Колтухов, Ю. П. Зайцев, А. Е. Пуздровский, И. В. Ачкинази, И. И. Вдовиченко.

## Биография
Ольга Александровна родилась в Витебске 9 мая 1933 года. Её родители жили в Крыму в селе Албат (с 1945 года — Куйбышево) Бахчисарайского района. Они переехали в Витебск, спасаясь от голода. Отец Ольги — Фёдор Чернец прошёл всю войну и остался жив, но война и послевоенные годы разлучили супругов. Мать Ольги — Валентина Алексеевна родилась в селе Малая Лепетиха Херсонской области. В Симферополе она закончила среднюю школу, обучилась счетоводству и была направлена на работу в колхоз в село Албат, где познакомилась со своим будущим мужем Фёдором Чернецом. Перед войной родители вернулись обратно в Крым. После эвакуации в годы войны Ольга с матерью вернулись в Симферополь. Валентина Алексеевна вторично вышла замуж за одного из полевых командиров крымских партизан — Александра Дмитриевича Махнёва. Уже в зрелом возрасте Ольга Александровна разыскала своего родного отца. Он жил на Украине и у него была новая семья. В конце жизни Ольга Александровна стала подписываться двойной фамилией — Махнёва-Чернец. Ольга со школьных лет заинтересовалась археологией, участвовала в экспедициях. Закончив в 1951 году симферопольскую школу № 9, она поступила в Крымский педагогический институт, который закончила с отличием в 1955 году. Ещё во время учёбы Ольга Александровна участвовала в Тавро-Скифской экспедиции на раскопках Неаполя. Её учителями были П. Н. Шульц, А. Н. Карасёв, В. П. Бабенчиков. Параллельно с археологической работой О. А. Махнёва занималась сбором научной литературы для библиотеки «Таврика» (научная библиотека Центрального музея Тавриды), составляла каталог и научный архив. Во многом благодаря Ольге Александровне «Таврика» стала крупнейшим собранием литературы по истории и археологии Крыма. В 1956 году была принята на работу в отдел античной и средневековой археологии Института археологии АН УССР. За годы работы в этом учреждении она участвовала в работе Тавро-скифской экспедиции под руководством П. Н. Шульца, Горно-скифской экспедиции под руководством О. И. Домбровского, с 1978 по 1987 год руководила работой Симферопольской экспедицией на Неаполе Скифском. В 1950-е годы О. А. Махнёва работала в Коктебеле в составе Коктебельского отряда Института археологии АН Украины на раскопках средневекового городища Тепсень. В 1960-е — 1970-е годы Ольга Александровна работала на памятниках: средневековая крепость Фуна, армянский монастырь Сурб-Хач, склепы III—IV веков могильника Нейзац, поселение эпохи поздней бронзы Тау-Кипчак, античный Херсонес, поселения в Ласпи, Партените, на Аю-Даге, Форосе, Малом Маяке; разведки в Западном Крыму.
Некоторые работы (в соавторстве): «Пещерные города Крыма», "Археологические памятники Крыма — «Алустон и Фуна», «Столица феодоритов»